# گاوماهی شاخ‌دراز
گاوماهی شاخ‌دراز (نام علمی: Lactoria cornuta) نام یک گونه از تیره صندوق‌ماهیان است.